# Homolka (Svitavská pahorkatina)
Homolka (400 m n. m.) je vrch v okrese Rychnov nad Kněžnou Královéhradeckého kraje. Leží asi 1 km jihozápadně od vsi Brná, na katastrálním území nadřazené obce Potštejn.

## Geomorfologické zařazení
Geomorfologicky vrch náleží do celku Svitavská pahorkatina, podcelku Českotřebovská vrchovina, okrsku Kozlovský hřbet a podokrsku Potštejnský hřbet.